# Port lotniczy Abilene
Port lotniczy Abilene (IATA: ABI, ICAO: KABI) – port lotniczy położony 5 km na południowy wschód od centrum Abilene, w stanie Teksas, w Stanach Zjednoczonych.